# Comisión Alemana del Armisticio
La Comisión Alemana del Armisticio (en alemán: Waffenstillstandskommission, WAKO) fue creada por el Artículo 22 del Armisticio franco-alemán, firmado el 22 de junio de 1940. El armisticio entró en vigencia al mismo tiempo que el Armisticio Franco-Italiano el 25 de junio. La sede de la Comisión estaba en Wiesbaden.
De acuerdo con el artículo 22 del acuerdo de armisticio, la "Comisión de Armisticio, actuando de acuerdo con la dirección del Alto Mando alemán, regulará y supervisará la ejecución del acuerdo de armisticio. Es tarea de la Comisión de Armisticio asegurar aún más conformidad necesaria de este acuerdo con el armisticio italiano-francés". Además, el "Gobierno francés enviará una delegación a la sede de la Comisión de Armisticio de Alemania para representar los deseos de Francia y recibir los reglamentos de la Comisión de Armisticio de Alemania para ejecutar [el acuerdo]".